# UD Kuzer
 (avril 2020).
L'UD Kuzer (kana : UD ・ ク ー ザ ー) est une gamme de camions légers produits par UD Trucks avec le groupe Volvo,. Ce camion n'est pas produit pour le Japon.  En 2017, le Kuzer a été lancé en Indonésie.

## Voir également
- UD Trucks
- UD Kazet
- UD Croner
- UD Quester
- UD SLF
- UD BRT